# Vereinigte Belgische Staaten
Die Vereinigten Belgischen Staaten (Niederländisch: Verenigde Nederlandse Staten oder auch Verenigde Belgische Staten, Französisch: États Belgiques Unis, auf Deutsch auch Vereinigte Staaten von Belgien und manchmal Vereinigte Niederländische Staaten genannt) waren eine Konföderation in den südlichen Niederlanden, dem heutigen Belgien, die von Januar bis Dezember 1790 während einer kurzlebigen Revolte gegen Kaiser Joseph II. existierte.

## Geschichte

### Vorgeschichte
Beeinflusst durch die Aufklärung versuchte Joseph II. eine Reihe Reformen in den Österreichischen Niederlanden während der 1780er Jahre durchzuführen, die sich durch Bestrebungen auszeichneten, das politische, juristische und administrative System zu modernisieren und zu zentralisieren. Das alte dezentrale System sollte durch ein einheitliches juristisches System für das ganze Reich ersetzt werden und die unabhängigen Provinzen der Österreichischen Niederlande sollten durch neun Kreise und 35 Distrikte ersetzt werden. Joseph ließ außerdem das Schulwesen säkularisieren und reorganisierte einige religiöse Orden oder schaffte sie ab.

### Revolte von Brabant
1789 brach eine Volksrevolte in den Österreichischen Niederlanden gegen die kaiserliche Zentralisierungspolitik los. Zwei Fraktionen traten auf, die statische, die Reformen ablehnte, und die Vonckisten, genannt nach Jan Frans Vonck, der die Reformen ursprünglich unterstützte, aber dann in Opposition zu ihnen ging, weil sie seiner Ansicht nach ungeschickt umgesetzt wurden.
Der Aufstand begann in Brabant, das im Januar 1789 verkündete, die kaiserliche Herrschaft nicht länger anzuerkennen. Es war der Beginn der Brabanter Revolution. Der Anführer der statischen Fraktion Hendrik van der Noot überquerte die nördliche Grenze zu den Vereinigten Niederlanden und stellte in Breda in den Generalitätslanden eine kleine Armee auf.
Im Oktober 1789 marschierte er in Brabant ein. Am 27. Oktober nahm er Turnhout nach der erfolgreichen Schlacht von Turnhout gegen die Österreicher ein. Gent wurde am 13. November genommen. Am 17. November floh der Generalgouverneur der Österreichischen Niederlande, Albert Kasimir von Sachsen-Teschen mit seiner Gemahlin Maria Christina von Österreich aus Brüssel. Die verbleibenden kaiserlichen Truppen zogen sich auf die Zitadellen von Luxemburg und Antwerpen zurück.

### Ausrufung des unabhängigen Staates
Van der Noot erklärte Brabant nun für unabhängig, und bald schlossen sich alle anderen Provinzen der Österreichischen Niederlande, außer Luxemburg, an. Am 11. Januar 1790 unterzeichneten sie einen Pakt, der eine Konföderation unter dem Namen Verenigde Nederlandse Staten / États-Belgiques-Unis (Vereinigte Staaten von Belgien) und eine Regierung unter dem Namen Souveräner Kongress einsetzte. Das Plakkaat van Verlatinghe und die Unabhängigkeitserklärung der Vereinigten Staaten dienten als Vorbilder für den Gründungsvertrag.
Unabhängig von den Brabanter Ereignissen kam es 1789 im Hochstift Lüttich zur Lütticher Revolution. Die Revolutionäre errichteten eine Republik und traten den Vereinigten Staaten von Belgien in einer Art Allianz bei.
Da er sich der Zerbrechlichkeit des neuen Staates bewusst war, versuchte Van der Noot die Unterstützung anderer Staaten zu gewinnen und empfahl eine Vereinigung mit den Vereinigten Niederlanden, allerdings ohne Erfolg. Außerdem war die statische Fraktion in ständigem Konflikt mit der vonckischen, nahe einem Bürgerkrieg.

### Rückeroberung durch Österreich
Zwischenzeitlich war Joseph II. gestorben und sein Bruder folgte ihm als Leopold II. auf den Thron. Leopold machte sich bald daran, die Österreichischen Niederlande zurückzuerobern. Am 24. Oktober nahmen die kaiserlichen Truppen Namur ein und zwangen die Provinz Namur, die kaiserliche Autorität anzuerkennen. Zwei Tage später folgte die Provinz Westflandern und im Dezember war das gesamte Territorium wieder in kaiserlicher Hand.